# Aero A-46
De Aero A-46 (ook wel bekend als A.46) is een Tsjechoslowaaks militair lesvliegtuig gebouwd door Aero in 1931. Er kwam geen serieproductie.

## Specificaties
- Bemanning: 2
- Lengte: 8,45 m
- Spanwijdte: 11,82 m
- Vleugeloppervlak: 32,6 m2
- Leeggewicht: 1 134 kg
- Volgewicht: 1 488 kg
- Motor: 1× een door Škoda gebouwde Hispano-Suiza 8Fb, 224 kW (300 pk)
- Maximumsnelheid: 196 km/h
- Plafond: 4 850 m
- Klimsnelheid: 167 m/min